# Municipio di Echternach
Il Municipio di Echternach (in francese hôtel de ville d'Echternach) è un edificio storico, sede municipale della città di Echternach in Lussemburgo.

## Storia
L'edificio è stato costruito in epoca barocca. Ha sostituito un precedente municipio che si trovava dal lato opposto della strada, di cui oggi si conserva solo la loggia coperta, sostenuta in origine da cinque colonne.

## Descrizione
L'edificio, situato sulla storica piazza del mercato di Echternach, è attiguo al Dënzelt. Presenta una facciata simmetrica. Due scalinate permettono l'accesso al piano principale.

## Galleria d'immagini

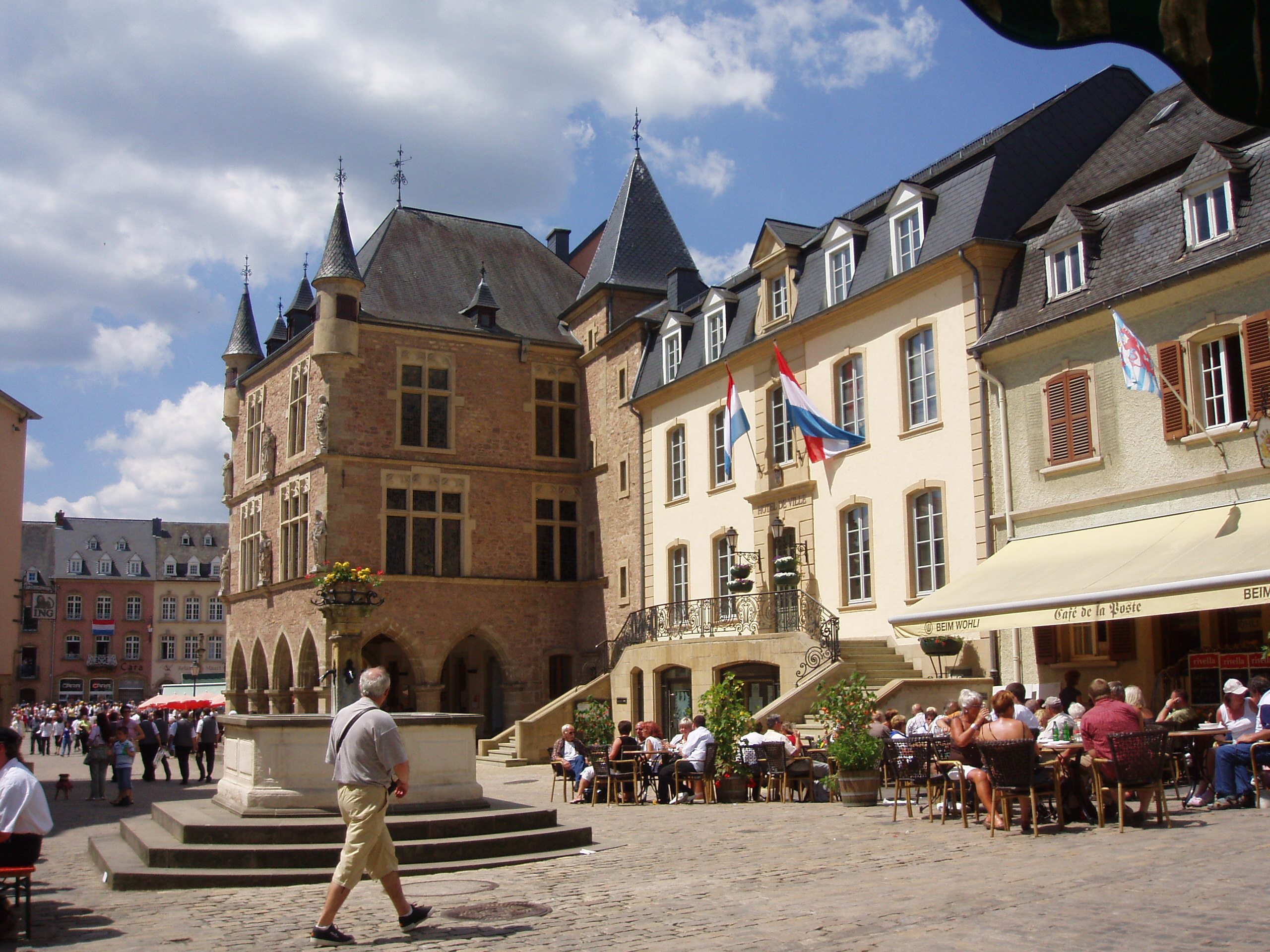
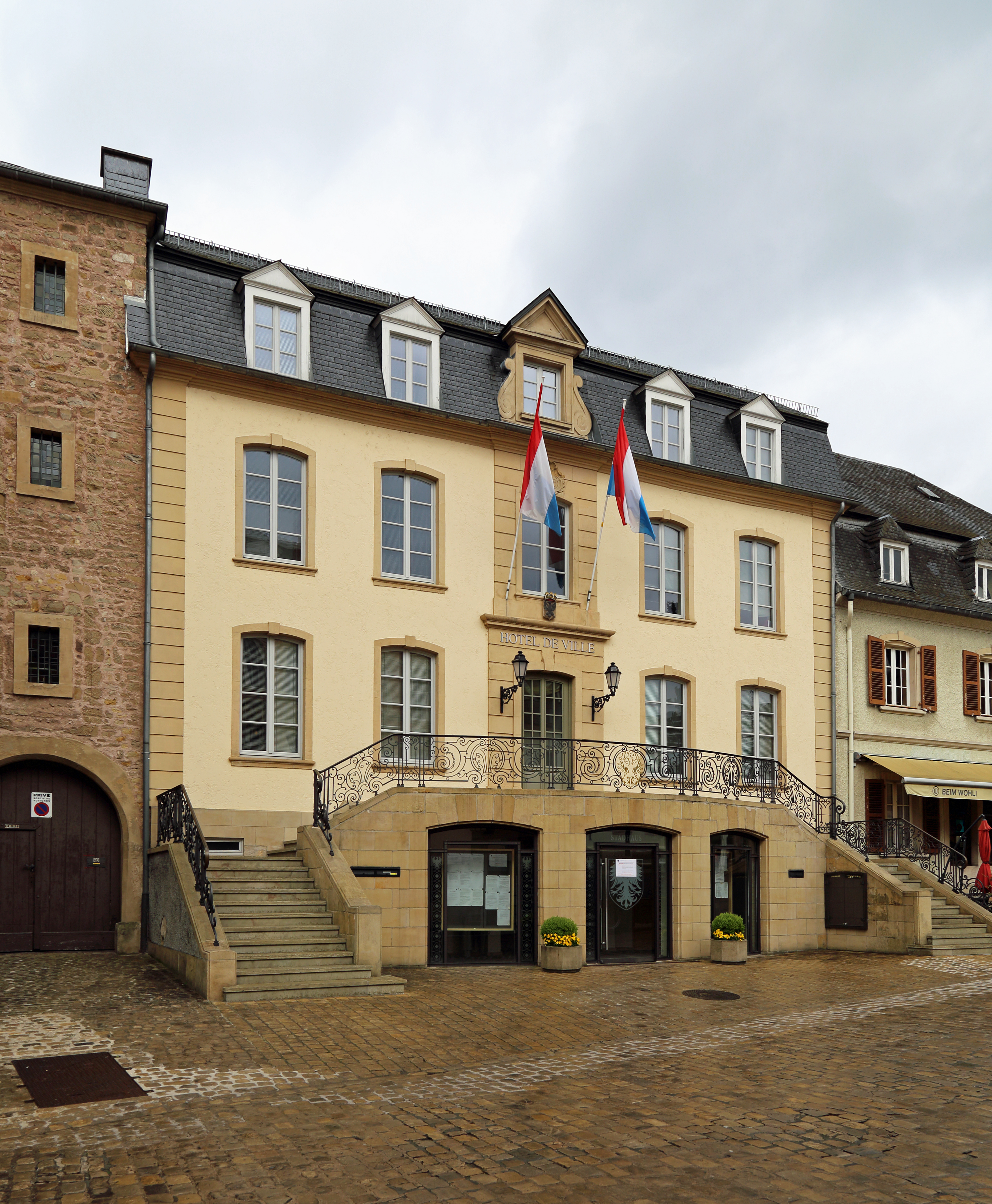
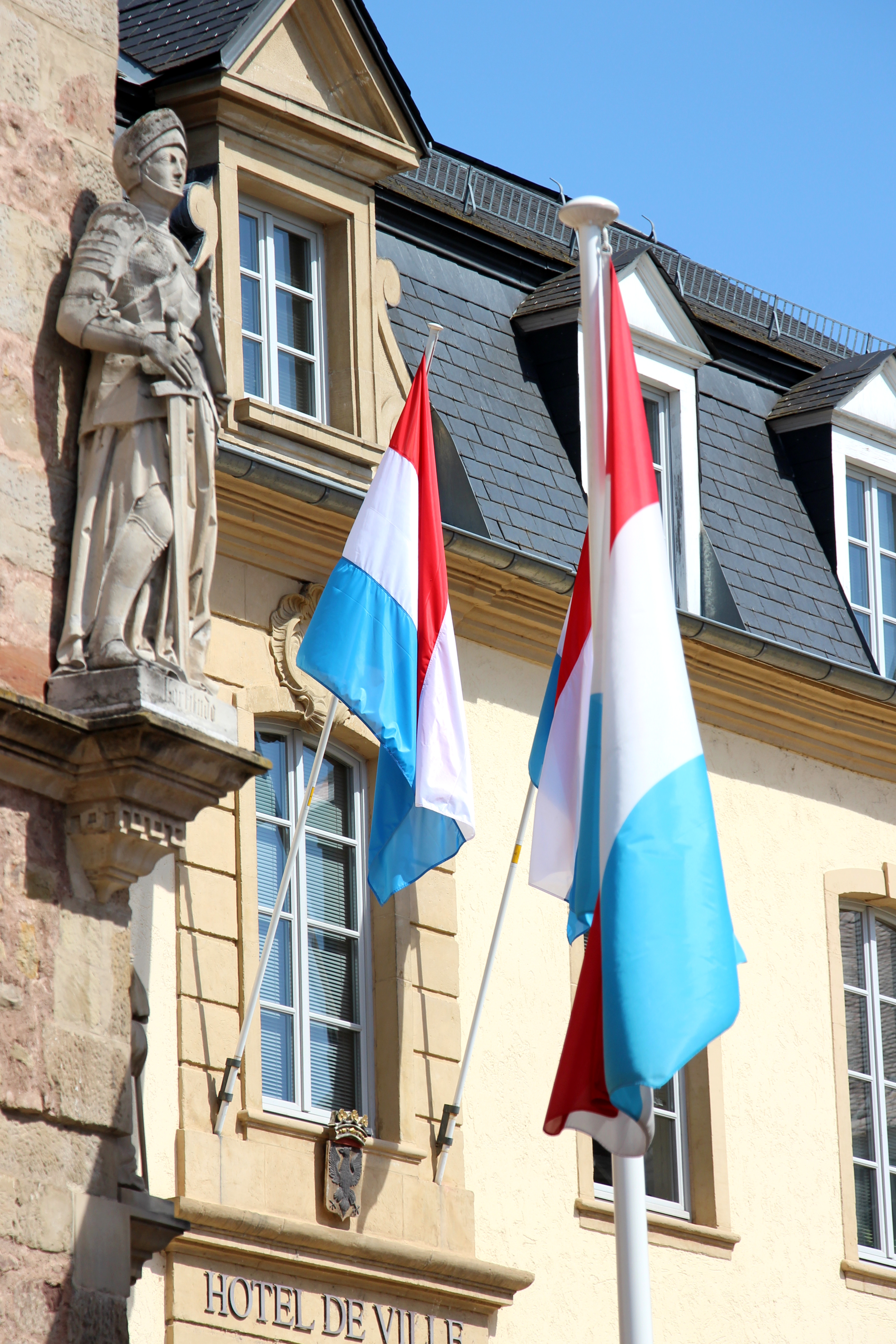